# Beskydské predhorie
Koordinaten: 48° 55′ 0″ N, 21° 49′ 0″ O

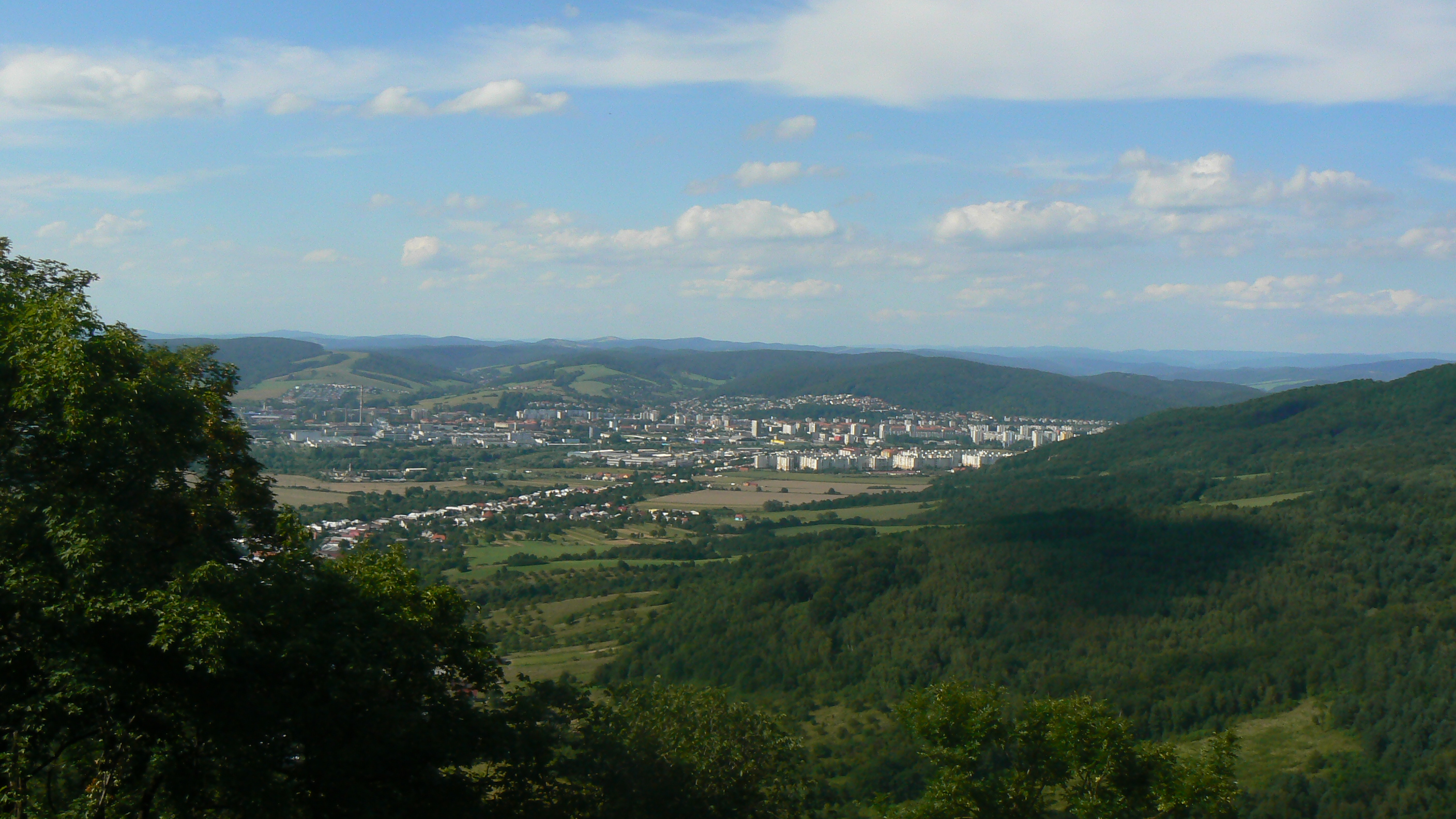
Talebene von Humenné

Beskydské predhorie (deutsch Beskidisches Vorgebirge) ist eine geomorphologische Einheit im Osten der Slowakei und Teil der Äußeren Ostkarpaten und dort der Niederen Beskiden.
Das Vorgebirge ist Teil des Flyschgürtels und zieht sich auf einer Länge von etwa 100 Kilometer von nördlich von Prešov ost- bis südostwärts über Humenné zur ukrainischen Grenze, wobei es durchschnittlich etwa fünf Kilometer, im östlichsten Abschnitt 15 Kilometer breit ist, bei Hažín nad Cirochou verengt es sich auf nur zwei Kilometer.
Angrenzende Einheiten im Norden sind (von West nach Ost) die Bergländer Ondavská vrchovina und Laborecká vrchovina sowie das Gebirge Bukovské vrchy. Im Westen grenzt das Vorgebirge an das Zwischengebirge Spišsko-šarišské medzihorie und den Talkessel Košická kotlina, im Süden an das Gebirge Slanské vrchy, das Ostslowakische Tiefland (genauer an das Ostslowakische Hügelland) sowie das Vihorlatgebirge. Der höchste Punkt ist der 661 m n.m. hohe Berg Hôrka bei Inovce, der tiefste Punkt liegt beim Abfluss der Ondava aus dem Gebiet.
Hydromorphologisch zieht sich das Vorgebirge durch mehrere Einzugsgebiete: der westlichste Teil gehört zum Einzugsgebiet von Sekčov, den Mittelteil teilen sich die Topľa, Ondava, Laborec und die Cirocha, im Osten ist dies die Ublianka.
Es gliedert sich in fünf weitere geomorphologische Untereinheiten:
1. Ublianska pahorkatina (Hügelland von Ubľa)
2. Humenské podolie (etwa Talebene von Humenné)
3. Mernícka pahorkatina (Hügelland von Merník)
4. Hanušovská pahorkatina (Hügelland von Hanušovce)
5. Záhradnianska brázda (etwa Furche von Záhradné)